# Florius
Florius je společný projekt Unie botanických zahrad České republiky a Botanické zahrady hl. m. Prahy, který se snaží o zpřístupnění genofondu pěstovaných rostlin odborné i laické veřejnosti.

## Historie projektu
Vytvoření společné databáze přístupné po internetu je jeden z klíčových projektů Unie botanických zahrad České republiky a je podmínkou pro taxonomickou revizi sbírek. Pečlivá evidence pěstovaných rostlin je také jedním ze základních předpokladů plnění podmínek vyplývajících z Convention of Biological Diversity (CBD), přijaté v Rio de Janeiro v roce 1992. Vytvoření veřejně přístupné databáze pěstovaných rostlin je v souladu s doporučeními mezinárodních programů BGCI:Global Strategy for Plants Conservation, European Plant Conservation Strategy a International agenda for Botanic Gardens in Conservation i Bonnskými směrnicemi.
Evidenční program začal vznikat konce roku 2005 v Botanické zahradě hl. m. Prahy jako náhrada za zastaralý původní systém Evident (Sekerka 2005). Základem struktury databáze se stala modifikovaná struktura ITF – International Transfer Format, který navrhla na konci 90. let BGCI (Jackson 1998). O nový evidenční systém projevila zájem Unie botanických zahrad České republiky a proto byl Florius dále vyvíjen tak, aby umožňoval připojení dalších uživatelů.
Program vznikl na základě knihovního systému Clavius, jehož výhodou je ověřená koncepce provozovaná řadu let v knihovnictví ČR.
Během roku 2007 se do programu zapojily další botanické zahrady, na konci roku 2007 jich bylo celkem 11.

## Popis projektu
Systém bohatě využívá referenčních slovníků, které slouží ke sjednocení taxonomie, jmenosloví rostlin i popisu lokalit. Pro vytvoření taxonomického členění rodů, čeledí a vyšších taxonomických jednotek bylo použito klasifikace převzaté podle Angiosperm Phylogeny Website, za základ českého jmenosloví byl vzat Klíč ke květeně ČR.

### Katalogy
Společná databáze je přístupná na www.florius.cz. Je zde souhrnný katalog pěstovaných rostlin a katalogy jednotlivých zahrad.
V současné době (rok 2007) jsou k dispozici následující katalogy:
- Botanická zahrada Děčín
- Botanická zahrada léčivých rostlin UK Hradec Králové
- ZOO a Botanický park Ostrava
- Botanická zahrada hl. m. Prahy
- Botanická zahrada UK Praha - Na Slupi
- Dendrologická zahrada Průhonice
- Botanický ústav AV ČR, v.v.i. - Průhonická botanická zahrada a Průhonický park
- Botanická zahrada Rakovník
- Arboretum Semetín
- Botanická zahrada Tábor
- Botanická zahrada FTZ - ČZU Praha
- Arboretum Žampach

### Slovníky
Slovníky slouží především pro standardizovaný, jednotný zápis katalogu. Část slovníků je také přístupná na webových stránkách. Umožňuje vyhledávat taxonomi, zjistit zda vybraný druh je chráněný dle CITES, Natura 2000, Bernskou úmluvou či českou vyhláškou. Obsahuje také české jmenosloví rostlin.

### Taxonomie
Taxonomické členění rodů, čeledí a vyšších taxonomických jednotek bylo vytvořeno podle Angiosperm Phylogeny Website
Jak ve slovnících tak i ve vlastním katalogu jsou lístky s dalšími upřesňujícími údaji - celou taxonomií, synonymikou a odkazy na stupeň ohrožení a ochrany.